# Madaraka Day
El Madaraka Day (en español: Día de la Responsabilidad) es una festividad, celebrada cada 1 de junio.  Es el aniversario del 1º de junio de 1963, fecha en que Jomo Kenyatta tomó el cargo de primer ministro del gobierno colonial británico en Kenia.  Kenia continuó siendo una monarquía, con Isabel II reinante en Kenia.
En Kenia, se le conmemora como el día en el que Kenia alcanzó la autonomía interna en 1963, precediendo a la plena independencia del Reino Unido conseguida el 12 de diciembre de 1963.